# Howardwick
Howardwick é uma cidade localizada no estado norte-americano do Texas, no Condado de Donley.

## Demografia
Segundo o censo norte-americano de 2000, a sua população era de 437 habitantes.
Em 2006, foi estimada uma população de 439, um aumento de 2 (0.5%).

## Geografia
De acordo com o United States Census Bureau tem uma área de
4,7 km², dos quais 4,7 km² cobertos por terra e 0,0 km² cobertos por água.

## Localidades na vizinhança
O diagrama seguinte representa as localidades num raio de 36 km ao redor de Howardwick.